# Wallenburgalm
Die Obere und die Untere Wallenburgalm, auch Wallenburgeralm bilden zusammen eine Alm in den Bayerischen Voralpen. Sie liegen im Gemeindegebiet von Schliersee.
Das Almgebiet befindet sich weitgehend westlich unterhalb des Lämpersbergs. Die Alm wurde bereits auf der Uraufnahme namentlich erwähnt.